# Haematopota crassitibia
Haematopota crassitibia är en tvåvingeart som beskrevs av Stone och Philip 1974. Haematopota crassitibia ingår i släktet Haematopota och familjen bromsar.
Artens utbredningsområde är Myanmar. Inga underarter finns listade i Catalogue of Life.